# Campeonato Africano de Atletismo de 2022 - Salto com vara feminino
A prova do salto com vara feminino do Campeonato Africano de Atletismo de 2022 foi disputada no dia 10 de junho, no Complexo Esportivo Nacional Cote d'Or, em Saint Pierre, na Maurícia.

## Recordes
Antes desta competição, os recordes mundiais e do campeonato nesta prova eram os seguintes:
|                       | Nome              | Nacionalidade | Altura  | Local   | Data                 |
| --------------------- | ----------------- | ------------- | ------- | ------- | -------------------- |
| Recorde mundial       | Yelena Isinbayeva | Rússia        | 5m 06cm | Zurique | 28 de agosto de 2009 |
| Recorde do campeonato | Syrine Balti      | Tunísia       | 4m 21cm | Bambous | 10 de agosto de 2006 |
| Recorde africano      | Elmarie Gerryts   | África do Sul | 4m 42cm | Wesel   | 12 de junho de 2000  |

## Medalhistas
| Ouro                 | Prata                 | Bronze                          |
| Mirè Reinstorf (RSA) | Dorra Mahfoudhi (TUN) | Nicole Janse van Rensburg (RSA) |

## Cronograma
Todos os horários são locais (UTC+4). 
| Data        | Hora  | Evento |
| ----------- | ----- | ------ |
| 10 de junho | 15:20 | Final  |

## Resultado final
A final ocorreu dia 10 de junho às 15:20.
| Posição           | Atleta                    | Nacionalidade | 3.30 | 3.40 | 3.50 | 3.60 | 3.70 | 3.80 | 4.00 | Resultado | Notas |
| ----------------- | ------------------------- | ------------- | ---- | ---- | ---- | ---- | ---- | ---- | ---- | --------- | ----- |
| Medalha de ouro   | Mirè Reinstorf            | África do Sul | –    | –    | –    | –    | –    | o    | xxx  | 3.80      |       |
| Medalha de prata  | Dorra Mahfoudhi           | Tunísia       | –    | o    | o    | o    | o    | xxx  |      | 3.70      |       |
| Medalha de bronze | Nicole Janse van Rensburg | África do Sul | –    | –    | o    | xo   | o    | xxx  |      | 3.70      |       |
| 4                 | Erica Moolman             | África do Sul | –    | –    | o    | xo   | xo   | xxx  |      | 3.70      |       |
| 5                 | Julia Boslak              | Reunião       | xo   | –    | xo   | xo   | xxo  | xxx  |      | 3.70      |       |
| 6                 | Dina Eltabaa              | Egito         | xxo  | o    | xo   | o    | xxx  |      |      | 3.60      |       |

Legenda
| Recorde mundial       | Recorde mundial (World record)               |                       | Recorde africano                      | Recorde africano (African) |                                           | Q | Classificado por posição (Qualified) |
| Recorde do campeonato | Recorde do campeonato (Championship record)  | Recorde da América    | Recorde da América (Americas)         | q                          | Classificado por melhor tempo (Qualified) |   |                                      |
| Melhor marca do ano   | Melhor marca do ano (World leading)          | Recorde asiático      | Recorde asiático (Asian)              | DNS                        | Não largou (Did not start)                |   |                                      |
| Recorde nacional      | Recorde nacional (National record)           | Recorde europeu       | Recorde europeu (European)            | DNF                        | Não terminou (Did not finish)             |   |                                      |
| Recorde pessoal       | Recorde pessoal do atleta (Personal best)    | Recorde da Oceania    | Recorde da Oceania (Oceania)          | DSQ / DQ                   | Desclassificado (Disqualified)            |   |                                      |
| Recorde da temporada  | Recorde da temporada do atleta (Season best) | Recorde sul-americano | Recorde sul-americano (South America) | NM                         | Sem marca (No mark)                       |   |                                      |